# Are You Gonna Go My Way (canción)
«Are You Gonna Go My Way» es el primer sencillo del álbum Are You Gonna Go My Way del cantante estadounidense Lenny Kravitz, lanzado en 1993. La canción fue escrita por Kravitz y Craig Ross.
El sencillo ha sido versionado por numerosos artistas como Metallica, en un popurrí de "MTV Hits" en los MTV Video Music Awards de 2003, Tom Jones para Jerky Boys OST y Robbie Williams en su álbum de 1999 Reload y Melanie Brown en su sección en solitario, en Spice Girls Reunion Tour. La banda de hard rock serbia Cactus Jack grabó una versión en su álbum de versiones en directo DisCover en 2002. Una versión remezclada se escucha como el tema de apertura en Gran Turismo 3. Adam Lambert versionó la canción en noviembre de 2012 en su gira por Sudáfrica. La canción apareció en un episodio de la serie animada de Fox Los Simpson.

## Lista de canciones
- CD 1

1. «Are You Gonna Go My Way»
2. «It Ain't Over 'Til It's Over»
3. «Always on the Run»
4. «Let Love Rule»

- CD 2

1. «Are You Gonna Go My Way» – 3:32
2. «My Love» – 3:52
3. «All My Life» – 6:16
4. «Someone Like You» – 4:14

## Posicionamiento y certificaciones
| Listas (1993-1994)                          | Posición |
| ------------------------------------------- | -------- |
| Australia                                   | 1        |
| Austria                                     | 24       |
| Bélgica                                     | 12       |
| Canadá (RPM Top Singles)                    | 5        |
| Estados Unidos (Hot Mainstream Rock Tracks) | 1        |
| Estados Unidos (Modern Rock Tracks)         | 2        |
| Francia                                     | 4        |
| Irlanda (Irish Singles Chart)               | 6        |
| Noruega                                     | 7        |
| Nueva Zelanda                               | 2        |
| Países Bajos                                | 6        |
| Reino Unido (UK Singles Chart)              | 4        |
| Suecia                                      | 18       |
| Suiza                                       | 12       |

| País        | Organismo certificador | Certificación | Ventas  | Ref.   |
| ----------- | ---------------------- | ------------- | ------- | ------ |
| Australia   | ARIA                   | Platino       | 70 000  | [ 16 ] |
| Brasil      | ABDP                   | Diamante      | 500 000 | [ 17 ] |
| Francia     | SNEP                   | Plata         | 155 000 | [ 18 ] |
| Reino Unido | BPI                    | Plata         | 200 000 | [ 19 ] |

### Sucesión en listas
| Anterior: «Cats in the Cradle» de Ugly Kid Joe | Australia ARIA Singles Chart — Sencillo Nro 1 4 de abril de 1993 — 9 de mayo de 1993             | Siguiente: «Easy» de Faith No More        |
| Anterior: «Livin' on the Edge» de Aerosmith    | Estados Unidos Mainstream Rock Tracks — Sencillo Nro 1 12 de junio de 1993 — 19 de junio de 1993 | Siguiente: «Plush» de Stone Temple Pilots |